# Konkurs Piosenki Eurowizji Junior
Konkurs Piosenki Eurowizji Junior (ang. Junior Eurovision Song Contest) – coroczny konkurs muzyczny organizowany od 2003 przez Europejską Unię Nadawców, w którym udział biorą młodzi wykonawcy (w wieku od 9 do 14 lat) reprezentujący kraje członkowskie EBU.

Państwa, które brały udział
Państwa, które nie brały udziału, ale mają taką możliwość
Państwa, które brały udział, ale wycofały się tuż przed finałem

     Państwa, które brały udział
     Państwa, które nie brały udziału, ale mają taką możliwość
     Państwa, które brały udział, ale wycofały się tuż przed finałem

## Geneza konkursu
Duński nadawca publiczny DR w 2000 zorganizował pierwszą edycję krajowego konkursu piosenki dla dzieci, w 2002 rozszerzył widowisko do formatu MGP Nordic, w którym wzięli udział reprezentanci Norwegii i Szwecji, a w 2003 zrezygnował z dalszego udziału w konkursie. W 2001 i 2002 podczas Międzynarodowego Dziecięcego Festiwalu Piosenki i Tańca w Koninie odbyły się dwa konkursy z udziałem młodocianych reprezentantów telewizji europejskich zrzeszonych w EBU (w konkursie w 2002 wystąpili również przedstawiciele telewizji z Nigerii i Wietnamu), a współorganizatorem przedsięwzięcia była Telewizja Polska.

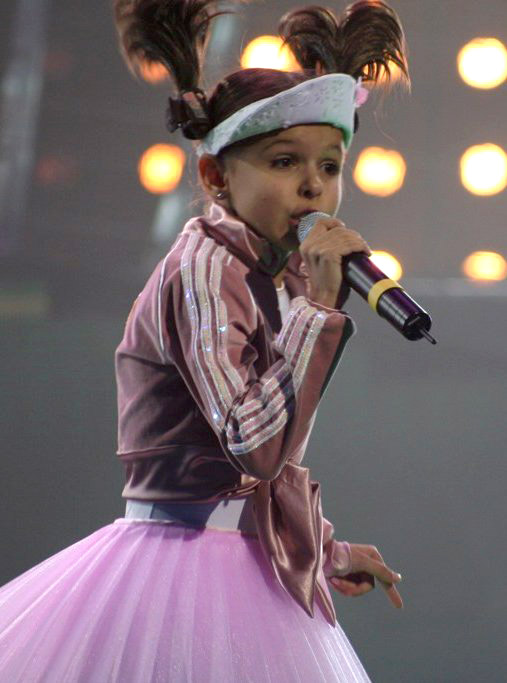
Ksienija Sitnik, laureatka konkursu w 2005

Europejska Unia Nadawców (EBU) – bazując na pomysłach DR i TVP – w 2003 postanowiła zorganizować ogólnoeuropejski konkurs piosenki dla dzieci, w którym mogliby uczestniczyć reprezentanci nadawców krajów członkowskich organizacji. Konkurs miał nosić nazwę Eurovision Song Contest for Children, która nawiązywała do Konkursu Piosenki Eurowizji (Eurovision Song Contest), jednak później przyjęto nazwę Junior Eurovision Song Contest. Gospodarzem pierwszego konkursu została telewizja DR, która zorganizowała finał w Forum Copenhagen. Nadawca duński Danmarks Radio przy tworzeniu Konkursu Piosenki Eurowizji Junior skorzystał z polskiego pomysłu, łącząc go ze swoją koncepcją przy współpracy z TVP i EBU. Organizatorem drugiego konkursu miał być brytyjski nadawca ITV, a konkurs miał odbyć się w Londynie, ale telewizja zrezygnowała z prawa do przygotowań z powodów finansowych i ramówkowych oraz niezadowalających wyników oglądalności kanału. EBU wówczas zleciła przygotowanie konkursu chorwackiej HRT, której reprezentant zwyciężył w finale pierwszego konkursu. Stacja nie zarezerwowała na czas odpowiedniej hali, przez co prawa do przygotowania konkursu trafiły do Norsk Rikskringkasting, który przygotował konkurs w Lillehammer. Od 2004 każdy nadawca publiczny może uczestniczyć w przetargu na organizację konkursu, a państwo zwycięskie nie otrzymuje automatycznego prawa do organizacji konkursu w kolejnym roku.
Wszystkie konkursy transmitowane są w rozdzielczości 16:9 i w technologii high definition. Rokrocznie wydawana jest płyta kompaktowa ze wszystkimi konkursowymi propozycjami, dodatkowo w latach 2003–2006 na rynku ukazywały się też płyty DVD z zapisem koncertu finałowego, jednak w 2007 zaprzestano ich produkcji z powodu słabych wyników sprzedaży.
W latach 2007–2008 zyski osiągnięte z głosowania telefonicznego były przeznaczone na rzecz UNICEF.
Konkurs był tematem filmu dokumentalnego pt. Sounds Like Teen Spirit: A Popumentary (2008) o przygotowaniach organizatorów i uczestników do finału konkursu. Film został wyemitowany na Międzynarodowym Festiwalu Filmowym w Toronto.

## Współczesne reguły konkursu
Zasady konkursu wzorowane są na regulaminie Konkursu Piosenki Eurowizji. W konkursie może wziąć udział nadawca publiczny państwa, będącego aktywnym członkiem EBU. Reprezentantem kraju może być wykonawca w wieku od 9 do 14 lat (od 2016), posiadający obywatelstwo reprezentowanego państwa lub zamieszkujący dany kraj przynajmniej przez dwa lata. Podczas występu na scenie może być maksymalnie sześciu wykonawców (do 2008 – ośmiu). Piosenka konkursowa nie może przekraczać trzech minut (do 2013 – 2:45), a autorem jej słów w języku ojczystym danego państwa lub sztucznym musi być dziecko lub zespół dziecięcy. Tekst danej propozycji może zawierać fragmenty wykonane w innych językach obcych, ale mogą one stanowić co najwyżej 40% tekstu (do 2016 – 25%).

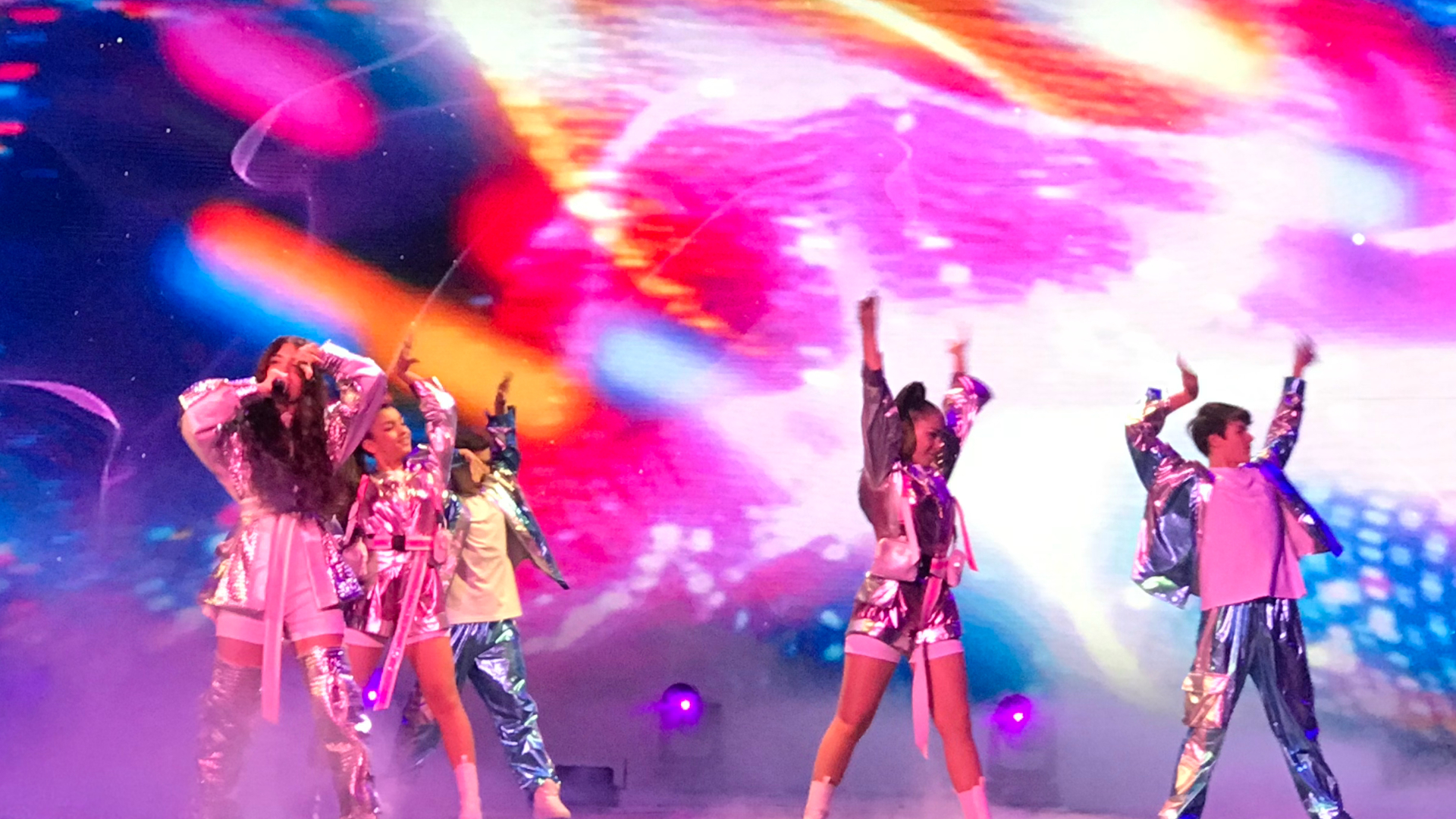
Maléna, zwyciężczyni konkursu w 2021

Do 2015 o wynikach konkursu decydowała komisja jurorska i telewidzowie w stosunku głosów 50:50. W latach 2005–2015 przed rozpoczęciem przyznawania punktów przez krajowych sekretarzy każdy uczestnik automatycznie otrzymywał 12 punktów, po czym sekretarze na podstawie wyników głosowania ogłaszali liczbę punktów przyznanych najwyżej ocenionym piosenkom w tzw. skali eurowizyjnej (tj. 1-8, 10 i 12 punktów). W 2016 organizatorzy zrezygnowali z podawania głosów telewidzów i zastąpili je dziecięcą komisją jurorską powoływaną w każdym kraju. Punkty tej komisji były podawane osobno. W 2017 komisję dziecięcą i dorosłą połączono w stosunku 2:3.  Od 2017 organizatorzy przeprowadzają głosowanie internetowe na stronie jesc.tv, które decyduje o połowie wyników; głosowanie jest podzielone na dwie tury – pierwsza rusza w piątek i jest zakończona przed finałem, a druga zaczyna się po zakończeniu występu ostatniego uczestnika i jest otwarta przez 15 minut podczas finałowego koncertu. W głosowaniu internetowym można zagłosować na własny kraj.

## Organizacja
Konkurs corocznie jest organizowany przez Europejską Unię Nadawców (EBU) we współpracy z nadawcą goszczącym konkurs. Pierwszym producentem wykonawczym konkursu został szwedzki producent Svante Stockselius. W 2011 funkcję producenta konkursu przejął Sietse Bakker, który sprawował tę funkcję do 2012. W 2013 stanowisko objął Władisław Jakowlew, który zarządzał konkursem do 2015 roku, kiedy to został zwolniony przez EBU i został zastąpiony przez Jona Olę Sanda, ówczesnego kierownika wykonawczego Konkursu Piosenki Eurowizji w latach 2011–2020. 30 września 2019 Sand ogłosił swoją rezygnację ze stanowiska dyrektora wykonawczego zarówno w Konkursie Piosenki Eurowizji jak i Konkursie Piosenki Eurowizji Junior. W latach 2020–2024 funkcję tę obejmował Martin Österdahl.
W przygotowaniach do konkursu również bierze udział tzw. grupa sterująca, w której skład wchodzą członkowie delegacji poszczególnych krajów. Zadaniami grupy sterującej jest m.in nadzorowanie konkursu, rozwijanie i wprowadzanie zmian w formacie, rozwijanie marki a także nadzorowanie przygotowań nadawcy organizującego konkurs.
Poniższa tabela przedstawia wszystkich kierowników wykonawczych Konkursu Piosenki Eurowizji Junior począwszy od 2003 roku:
| Kraj     | Kierownik          | Lata      |
| -------- | ------------------ | --------- |
| Szwecja  | Svante Stockselius | 2003–2010 |
| Holandia | Sietse Bakker      | 2011–2012 |
| Rosja    | Władisław Jakowlew | 2013–2015 |
| Norwegia | Jon Ola Sand       | 2016–2019 |
| Szwecja  | Martin Österdahl   | 2020–2024 |

## Państwa w Konkursie Piosenki Eurowizji Junior
| Rok  | Państwa debiutujące |
| ---- | --- |
| 2003 | Belgia, Białoruś, Chorwacja, Cypr, Dania, Hiszpania, Holandia, Grecja, Łotwa, Macedonia Północna, Malta, Norwegia, Polska, Rumunia, Szwecja, Wielka Brytania |
| 2004 | Francja, Szwajcaria |
| 2005 | Rosja, Serbia i Czarnogóra |
| 2006 | Serbia, Portugalia, Ukraina |
| 2007 | Armenia, Bułgaria, Gruzja, Litwa |
| 2010 | Mołdawia |
| 2012 | Albania, Azerbejdżan, Izrael |
| 2013 | San Marino |
| 2014 | Czarnogóra, Włochy, Słowenia |
| 2015 | Irlandia, Australia |
| 2018 | Walia, Kazachstan |
| 2020 | Niemcy |
| 2023 | Estonia |

## Zwycięzcy konkursu

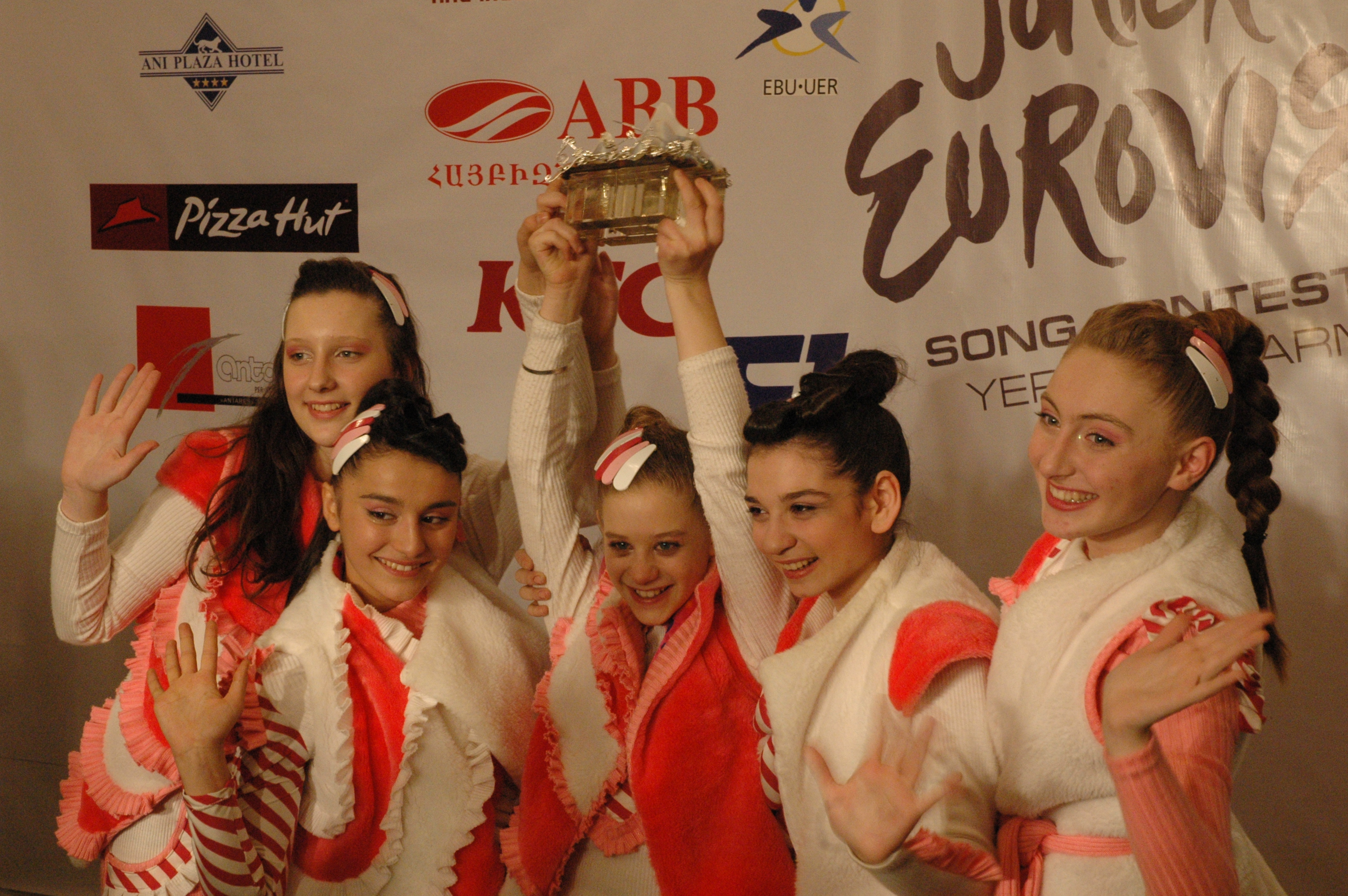
Zespół Candy po wygraniu konkursu w 2011

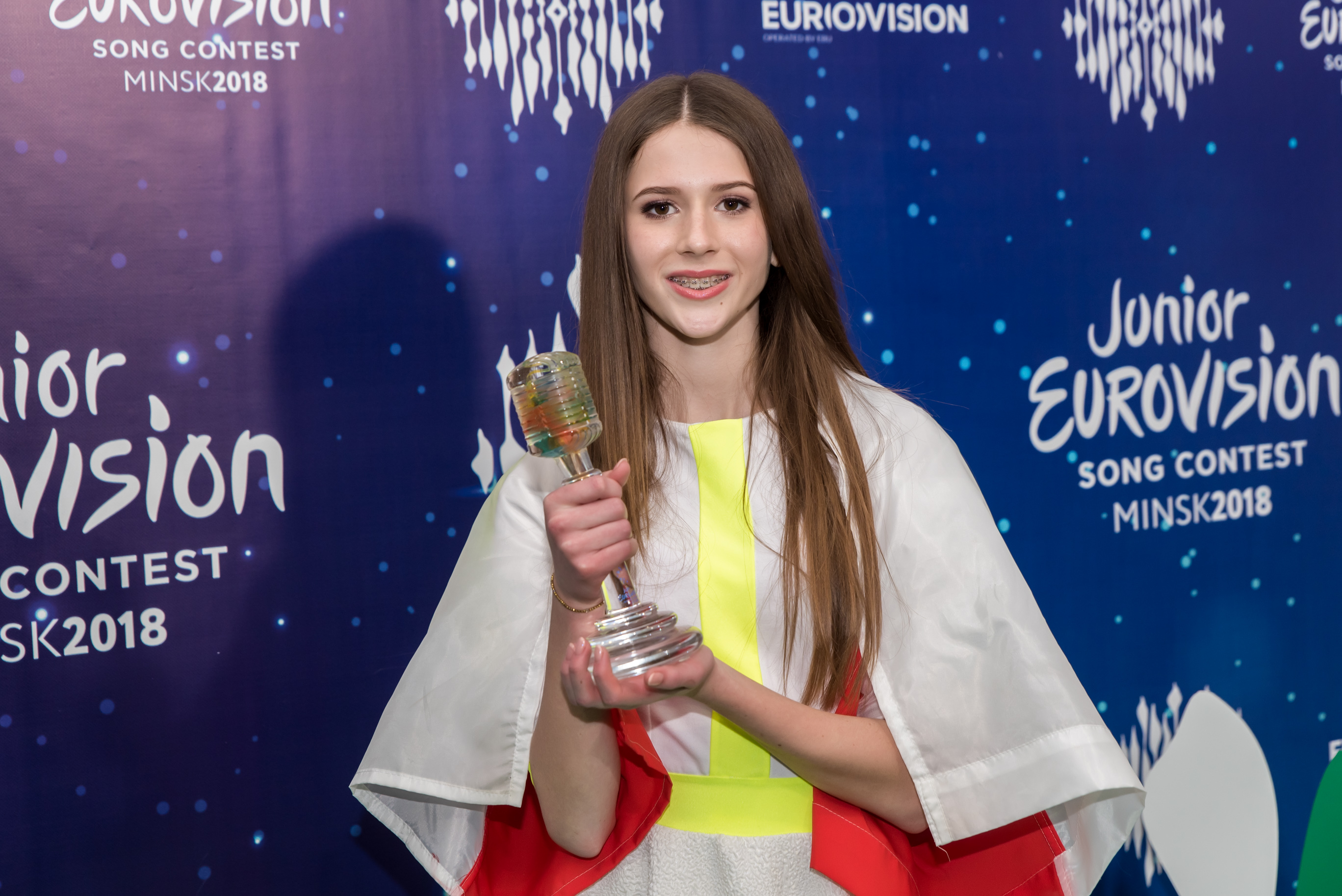
Roksana Węgiel po wygraniu konkursu w 2018

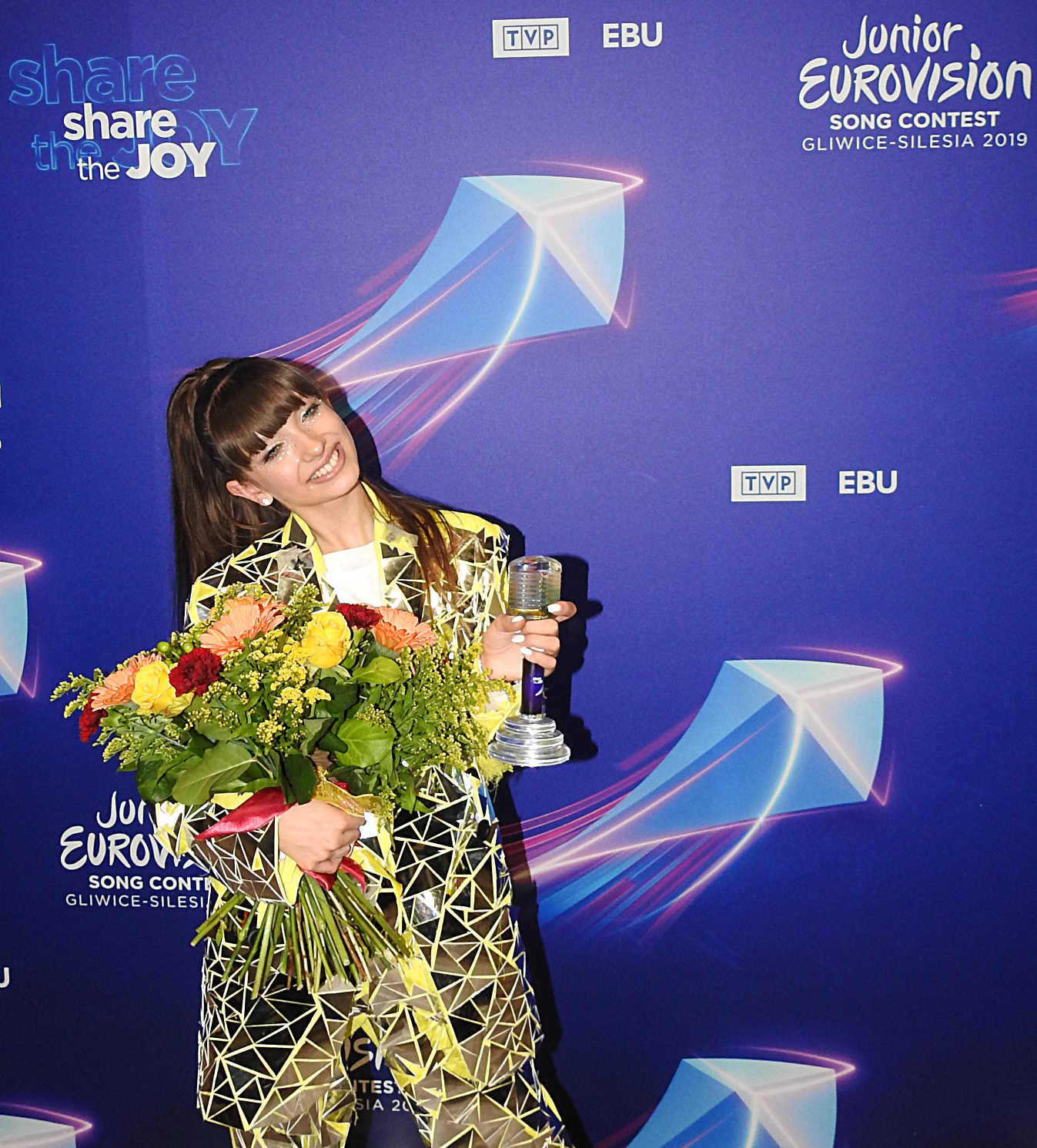
Viki Gabor po wygraniu konkursu w 2019

| Rok  | Kraj      | Wykonawca            | Piosenka                          |
| ---- | --------- | -------------------- | --------------------------------- |
| 2003 | Chorwacja | Dino Jelusić         | „Ti si moja prva ljubav”          |
| 2004 | Hiszpania | María Isabel         | „Antes muerta que sencilla”       |
| 2005 | Białoruś  | Ksienija Sitnik      | „My wmiestie” (Мы вместе)         |
| 2006 | Rosja     | Siostry Tołmaczowe   | „Wiesiennij dżaz” (Весенний джаз) |
| 2007 | Białoruś  | Alaksiej Żyhałkowicz | „S druźjami” (С друзьями)         |
| 2008 | Gruzja    | Bzikebi              | „Bzz...”                          |
| 2009 | Holandia  | Ralf Mackenbach      | „Click clack”                     |
| 2010 | Armenia   | Wladimir Arzumanian  | „Mama”                            |
| 2011 | Gruzja    | Candy                | „Candy Music”                     |
| 2012 | Ukraina   | Anastasija Petryk    | „Nebo” (Небо)                     |
| 2013 | Malta     | Gaia Cauchi          | „The Start”                       |
| 2014 | Włochy    | Vincenzo Cantiello   | „Tu primo grande amore”           |
| 2015 | Malta     | Destiny Chukunyere   | „Not My Soul”                     |
| 2016 | Gruzja    | Mariam Mamadaszwili  | „Mzeo” (მზეო)                     |
| 2017 | Rosja     | Polina Bogusiewicz   | „Wings”                           |
| 2018 | Polska    | Roksana Węgiel       | „Anyone I Want to Be”             |
| 2019 | Polska    | Viki Gabor           | „Superhero”                       |
| 2020 | Francja   | Valentina            | „J’imagine”                       |
| 2021 | Armenia   | Maléna               | „Qami Qami” (Քամի Քամի)           |
| 2022 | Francja   | Lissandro            | „Oh Maman!”                       |
| 2023 | Francja   | Zoé Clauzure         | „Cœur”                            |
| 2024 | Gruzja    | Andria Putkaradze    | „To My Mom"                       |
| 2025 |           |                      |                                   |

## Miasta-organizatorzy
| Liczba | Państwo   | Miasto      | Miejsce                                             | Rok  |
| ------ | --------- | ----------- | --------------------------------------------------- | ---- |
| 2      | Armenia   | Erywań      | Kompleks Sportowo-Koncertowy im. Karena Demircziana | 2011 |
| 2      | Armenia   | Erywań      | Kompleks Sportowo-Koncertowy im. Karena Demircziana | 2022 |
| 2      | Białoruś  | Mińsk       | Mińsk-Arena                                         | 2010 |
| 2      | Białoruś  | Mińsk       | Mińsk-Arena                                         | 2018 |
| 2      | Gruzja    | Tbilisi     | Pałac Olimpijski                                    | 2017 |
| 2      | Gruzja    | Tbilisi     | Pałac Olimpijski                                    | 2025 |
| 2      | Francja   | Paryż       | La Seine Musicale                                   | 2021 |
| 2      | Francja   | Nicea       | Palais Nikaïa                                       | 2023 |
| 2      | Holandia  | Rotterdam   | Rotterdam Ahoy                                      | 2007 |
| 2      | Holandia  | Amsterdam   | Heineken Music Hall                                 | 2012 |
| 2      | Malta     | Marsa       | Malta Shipbuilding                                  | 2014 |
| 2      | Malta     | Valletta    | Mediterranean Conference Centre                     | 2016 |
| 2      | Polska    | Gliwice     | Arena Gliwice                                       | 2019 |
| 2      | Polska    | Warszawa    | Studio 5 w siedzibie TVP przy ul. Woronicza 17      | 2020 |
| 2      | Ukraina   | Kijów       | Pałac Sportu                                        | 2009 |
| 2      | Ukraina   | Kijów       | Narodowy Pałac Sztuki „Ukraina”                     | 2013 |
| 1      | Belgia    | Hasselt     | Ethias Arena                                        | 2005 |
| 1      | Bułgaria  | Sofia       | Arena Armeec Sofia                                  | 2015 |
| 1      | Cypr      | Limassol    | Centrum Sportowe Spiros Kiprianu                    | 2008 |
| 1      | Dania     | Kopenhaga   | Forum Copenhagen                                    | 2003 |
| 1      | Hiszpania | Madryt      | Caja Mágica                                         | 2024 |
| 1      | Norwegia  | Lillehammer | Håkons Hall                                         | 2004 |
| 1      | Rumunia   | Bukareszt   | Sala Polivalentă                                    | 2006 |

## Prowadzący

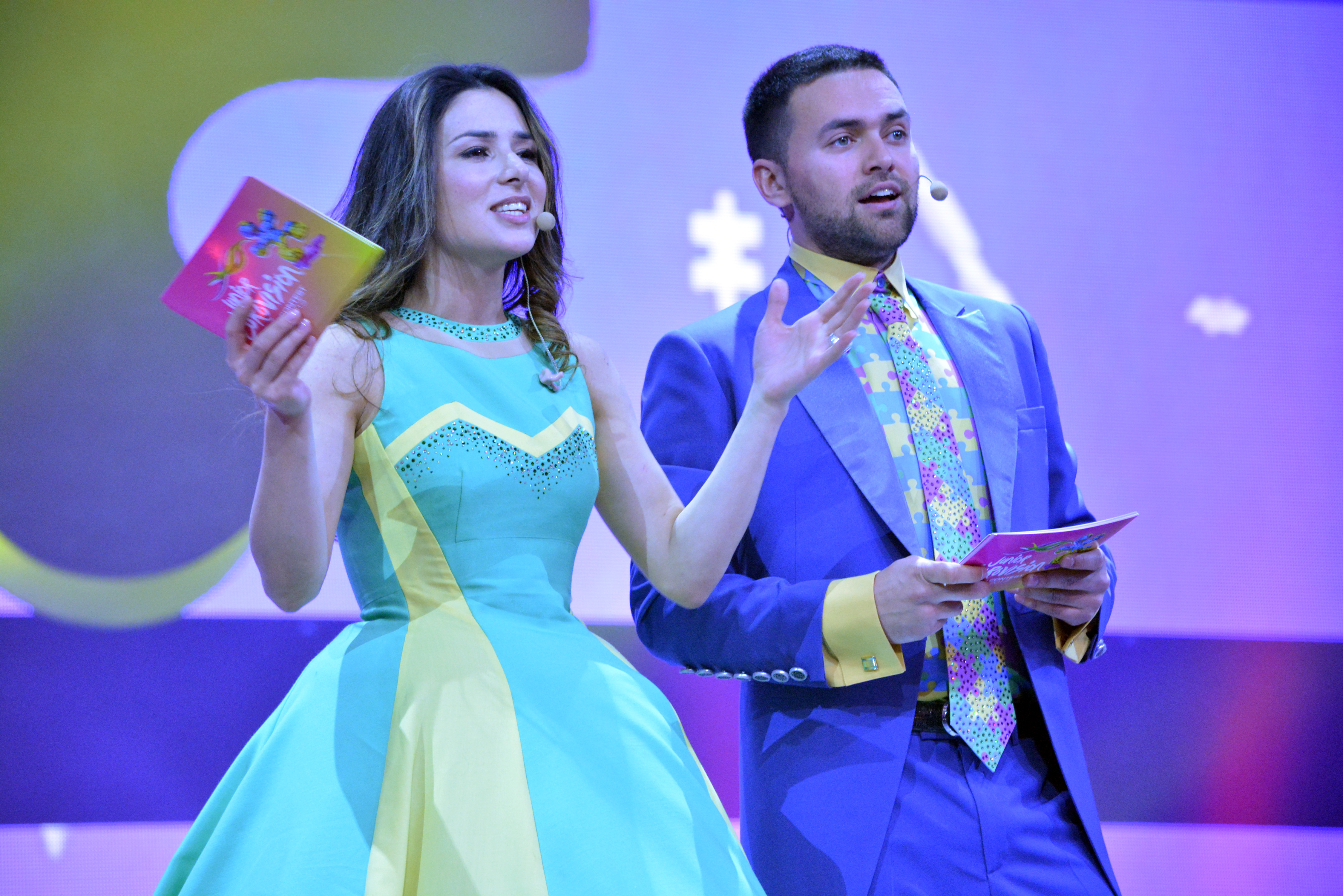
Złata Ogniewicz i Timur Mirosznyczenko, prowadzący konkurs w 2013

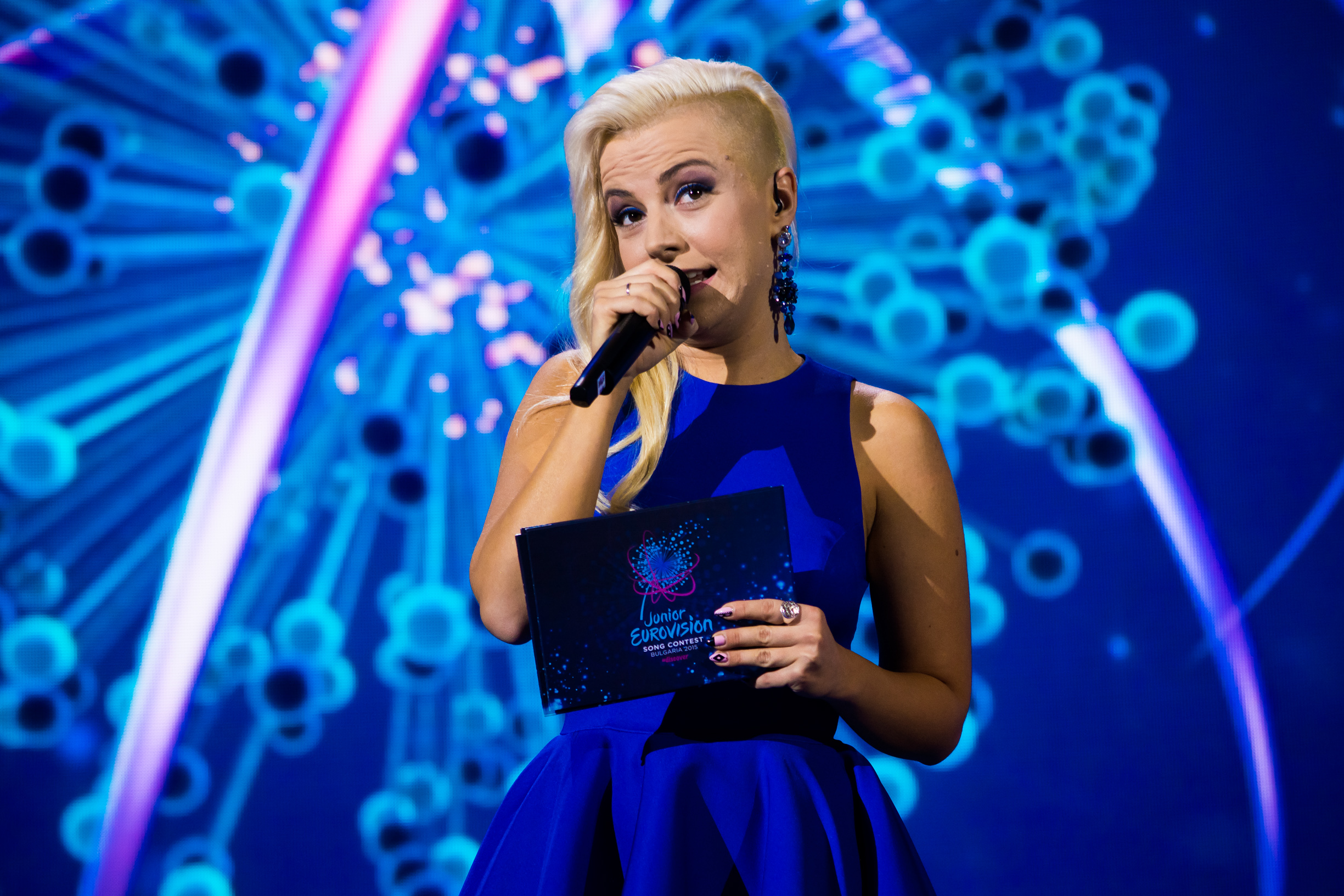
Poli Genowa, prowadząca konkurs w 2015

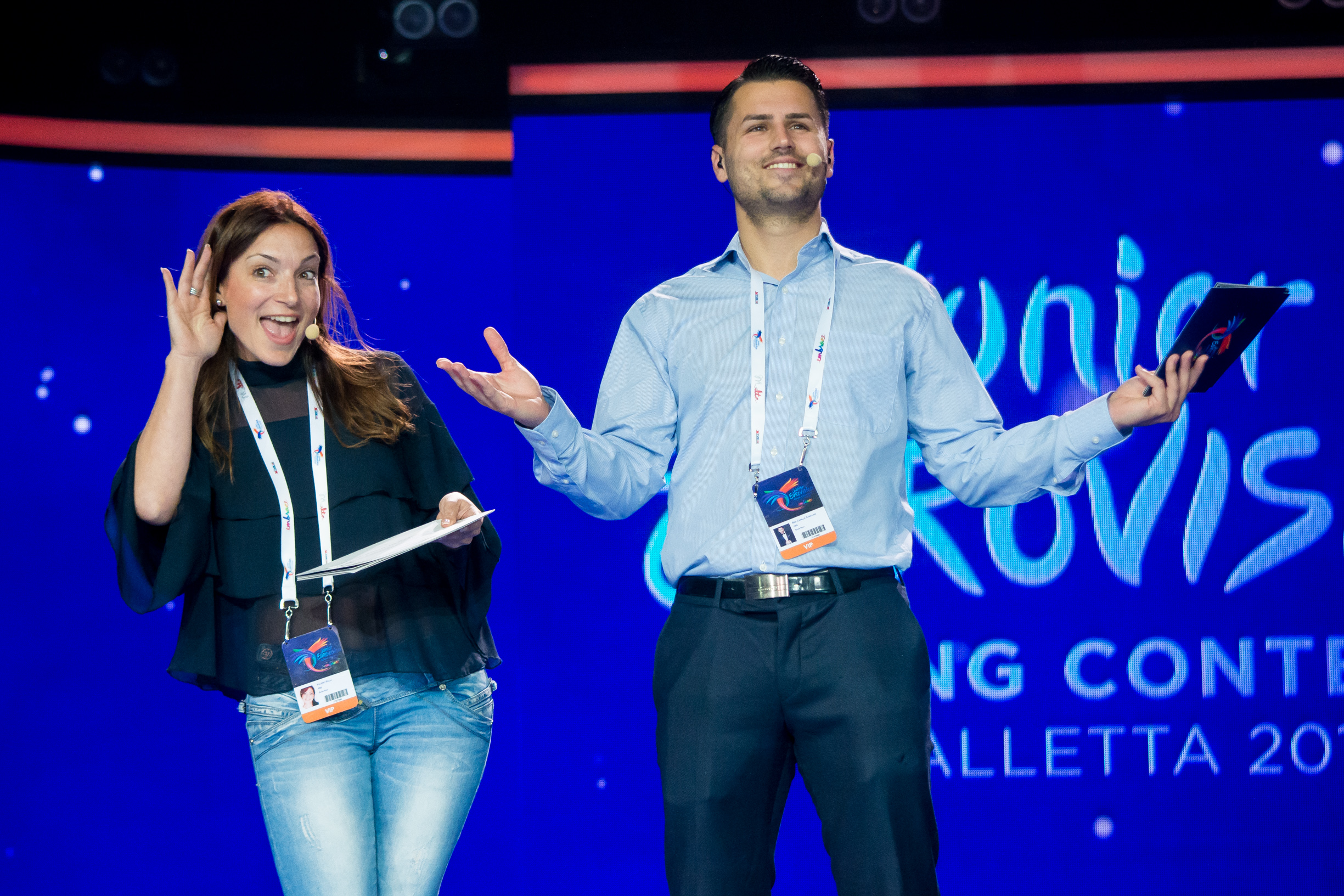
Valerie Vella i Ben Camille, prowadzący konkurs w 2016

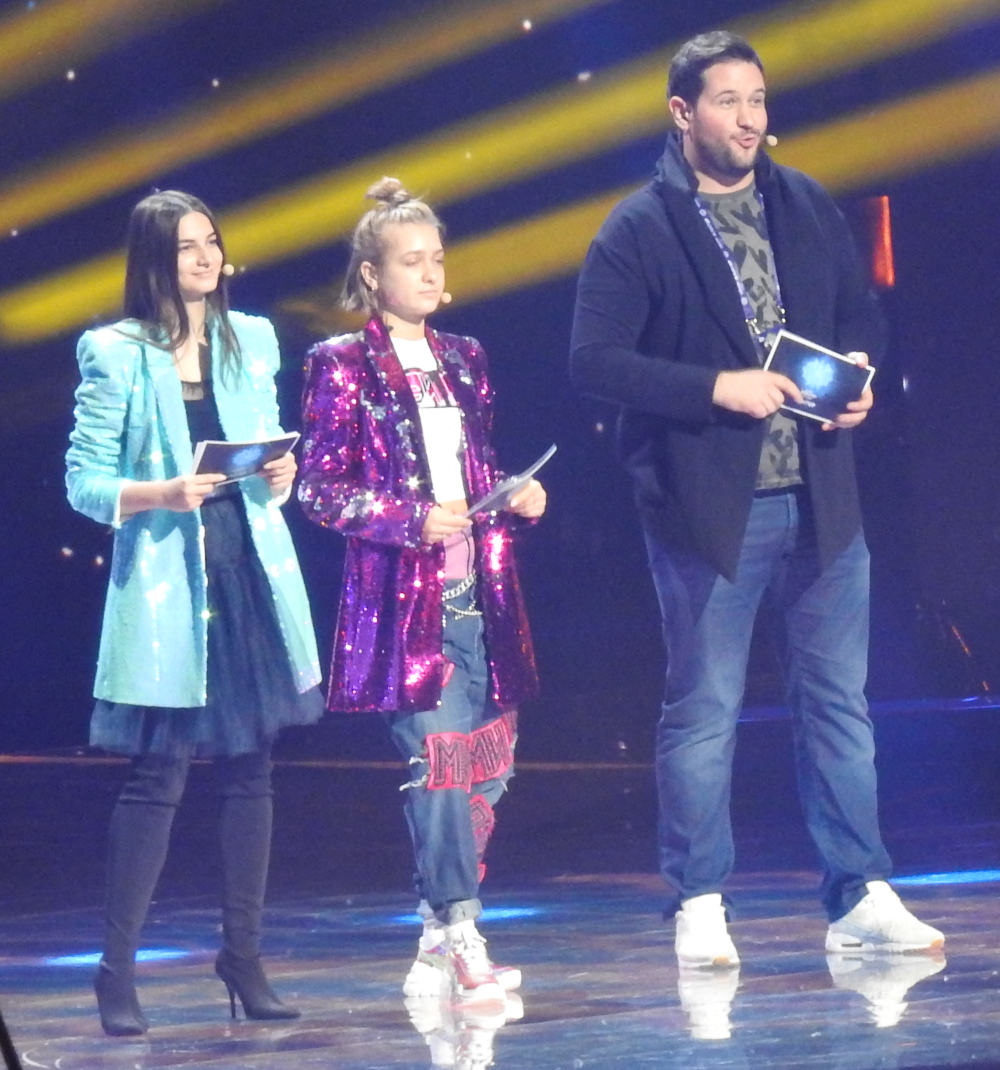
Helena Meraai, Zinaida „Zena” Kuprianowicz i Jauhien Perlin, prowadzący konkurs w 2018

| Rok  | Organizator konkursu | Miejsce                                             | Prowadzący                  |
| ---- | -------------------- | --------------------------------------------------- | --------------------------- |
| 2003 | Kopenhaga            | Forum Copenhagen                                    | Camila Ottesen              |
| 2003 | Kopenhaga            | Forum Copenhagen                                    | Remee                       |
| 2004 | Lillehammer          | Håkons Hall                                         | Nadia Hasnaoui              |
| 2004 | Lillehammer          | Håkons Hall                                         | Stian Barsnes Simonsen      |
| 2005 | Hasselt              | Ethias Arena                                        | Marcel Vanthilt             |
| 2005 | Hasselt              | Ethias Arena                                        | Maureen Louys               |
| 2006 | Bukareszt            | Sala Polivalentă                                    | Andreea Marin Bănică        |
| 2006 | Bukareszt            | Sala Polivalentă                                    | Ioana Ivan                  |
| 2007 | Rotterdam            | Ahoy Arena                                          | Sipke Jan Bousema           |
| 2007 | Rotterdam            | Ahoy Arena                                          | Kim-Lian van der Meij       |
| 2008 | Limassol             | Centrum Sportowe Spiros Kiprianu                    | Alex Michael                |
| 2008 | Limassol             | Centrum Sportowe Spiros Kiprianu                    | Sophia Paraskeva            |
| 2009 | Kijów                | Pałac Sportu                                        | Ani Lorak                   |
| 2009 | Kijów                | Pałac Sportu                                        | Timur Mirosznyczenko        |
| 2009 | Kijów                | Pałac Sportu                                        | Dmytro Borodin              |
| 2010 | Mińsk                | Mińsk-Arena                                         | Denis Kurjan                |
| 2010 | Mińsk                | Mińsk-Arena                                         | Leila Ismaiława             |
| 2011 | Erywań               | Kompleks Sportowo-Koncertowy im. Karena Demircziana | Awet Barseghjan             |
| 2011 | Erywań               | Kompleks Sportowo-Koncertowy im. Karena Demircziana | Gohar Gasparian             |
| 2012 | Amsterdam            | Heineken Music Hall                                 | Ewout Genemans              |
| 2012 | Amsterdam            | Heineken Music Hall                                 | Kim-Lian van der Meij       |
| 2013 | Kijów                | Narodowy Pałac Sztuki „Ukraina”                     | Timur Mirosznyczenko        |
| 2013 | Kijów                | Narodowy Pałac Sztuki „Ukraina”                     | Złata Ogniewicz             |
| 2014 | Marsa                | Malta Shipbuilding                                  | Moira Delia                 |
| 2015 | Sofia                | Arena Armeec Sofia                                  | Poli Genowa                 |
| 2016 | Valletta             | Mediterranean Conference Centre                     | Valerie Vella               |
| 2016 | Valletta             | Mediterranean Conference Centre                     | Ben Camille                 |
| 2017 | Tbilisi              | Pałac Olimpijski                                    | Helen Kalandadze            |
| 2017 | Tbilisi              | Pałac Olimpijski                                    | Lizi „Lizi Pop” Japaridze   |
| 2018 | Mińsk                | Mińsk-Arena                                         | Jauhien Perlin              |
| 2018 | Mińsk                | Mińsk-Arena                                         | Zinaida „Zena” Kuprianowicz |
| 2018 | Mińsk                | Mińsk-Arena                                         | Helena Meraai               |
| 2019 | Gliwice              | Arena Gliwice                                       | Ida Nowakowska              |
| 2019 | Gliwice              | Arena Gliwice                                       | Aleksander Sikora           |
| 2019 | Gliwice              | Arena Gliwice                                       | Roksana Węgiel              |
| 2020 | Warszawa             | Studio 5 w siedzibie TVP przy ul. Woronicza 17      | Ida Nowakowska              |
| 2020 | Warszawa             | Studio 5 w siedzibie TVP przy ul. Woronicza 17      | Rafał Brzozowski            |
| 2020 | Warszawa             | Studio 5 w siedzibie TVP przy ul. Woronicza 17      | Małgorzata Tomaszewska      |
| 2021 | Paryż                | La Seine Musicale                                   | Carla Lazzari               |
| 2021 | Paryż                | La Seine Musicale                                   | Élodie Gossuin              |
| 2021 | Paryż                | La Seine Musicale                                   | Olivier Minne               |
| 2022 | Erywań               | Kompleks Sportowo-Koncertowy im. Karena Demircziana | Iweta Mukuczian             |
| 2022 | Erywań               | Kompleks Sportowo-Koncertowy im. Karena Demircziana | Garik Papojan               |
| 2022 | Erywań               | Kompleks Sportowo-Koncertowy im. Karena Demircziana | Karina Ignatian             |
| 2022 | Erywań               | Kompleks Sportowo-Koncertowy im. Karena Demircziana | Robot „Robin”               |
| 2023 | Nicea                | Palais Nikaïa                                       | Laury Thilleman             |
| 2023 | Nicea                | Palais Nikaïa                                       | Olivier Minne               |
| 2023 | Nicea                | Palais Nikaïa                                       | Ophenya                     |
| 2024 | Madryt               | Caja Mágica                                         | Ruth Lorenzo                |
| 2024 | Madryt               | Caja Mágica                                         | Marc Clotet                 |
| 2024 | Madryt               | Caja Mágica                                         | Melani García               |
| 2025 | Tbilisi              | Pałac Olimpijski                                    |                             |

## Kraje zwycięskie
W Konkursie Eurowizji Junior zwyciężyło do tej pory 12 państw. Największą liczbę zwycięstw odniosła Gruzja, której reprezentanci czterokrotnie zwyciężyli w finale. Dwa kraje wygrały dwa razy z rzędu: Polska (w latach 2018–2019) i Francja (w latach 2022–2023).
| Wygrane | Kraj      | Rok                    |
| ------- | --------- | ---------------------- |
| 4       | Gruzja    | 2008, 2011, 2016, 2024 |
| 3       | Francja   | 2020, 2022, 2023       |
| 2       | Białoruś  | 2005, 2007             |
| 2       | Rosja     | 2006, 2017             |
| 2       | Malta     | 2013, 2015             |
| 2       | Polska    | 2018, 2019             |
| 2       | Armenia   | 2010, 2021             |
| 1       | Chorwacja | 2003                   |
| 1       | Hiszpania | 2004                   |
| 1       | Holandia  | 2009                   |
| 1       | Ukraina   | 2012                   |
| 1       | Włochy    | 2014                   |

| Tabela miejsc na podium | Tabela miejsc na podium | Tabela miejsc na podium | Tabela miejsc na podium | Tabela miejsc na podium |
| Lp.                     | Państwo                 | 1. miejsce              | 2. miejsce              | 3. miejsce              |
| ----------------------- | ----------------------- | ----------------------- | ----------------------- | ----------------------- |
| 1                       | Gruzja                  | 4                       | 2                       | 1                       |
| 2                       | Francja                 | 3                       | 1                       | 1                       |
| 3                       | Armenia                 | 2                       | 5                       | 3                       |
| 4                       | Rosja                   | 2                       | 2                       | 0                       |
| 5                       | Białoruś                | 2                       | 1                       | 2                       |
| 6                       | Polska                  | 2                       | 1                       | 0                       |
| 7                       | Malta                   | 2                       | 0                       | 0                       |
| 8                       | Hiszpania               | 1                       | 3                       | 2                       |
| 9                       | Ukraina                 | 1                       | 2                       | 1                       |
| 10                      | Holandia                | 1                       | 1                       | 0                       |
| 11                      | Włochy                  | 1                       | 0                       | 1                       |
| 11                      | Chorwacja               | 1                       | 0                       | 1                       |
| 13                      | Kazachstan              | 0                       | 2                       | 0                       |
| 14                      | Wielka Brytania         | 0                       | 1                       | 1                       |
| 15                      | Bułgaria                | 0                       | 1                       | 0                       |
| 15                      | Portugalia              | 0                       | 1                       | 0                       |
| 17                      | Australia               | 0                       | 0                       | 2                       |
| 17                      | Serbia                  | 0                       | 0                       | 2                       |
| 19                      | Norwegia                | 0                       | 0                       | 1                       |
| 19                      | Szwecja                 | 0                       | 0                       | 1                       |
| 19                      | Litwa                   | 0                       | 0                       | 1                       |
| 19                      | Słowenia                | 0                       | 0                       | 1                       |
| 23                      | Cypr                    | 0                       | 0                       | 0                       |
| 23                      | Dania                   | 0                       | 0                       | 0                       |
| 23                      | Rumunia                 | 0                       | 0                       | 0                       |
| 23                      | Belgia                  | 0                       | 0                       | 0                       |
| 23                      | Łotwa                   | 0                       | 0                       | 0                       |
| 23                      | Grecja                  | 0                       | 0                       | 0                       |
| 23                      | Macedonia Północna      | 0                       | 0                       | 0                       |
| 23                      | Szwajcaria              | 0                       | 0                       | 0                       |
| 23                      | Serbia i Czarnogóra     | 0                       | 0                       | 0                       |
| 23                      | Mołdawia                | 0                       | 0                       | 0                       |
| 23                      | Izrael                  | 0                       | 0                       | 0                       |
| 23                      | Albania                 | 0                       | 0                       | 0                       |
| 23                      | Azerbejdżan             | 0                       | 0                       | 0                       |
| 23                      | San Marino              | 0                       | 0                       | 0                       |
| 23                      | Czarnogóra              | 0                       | 0                       | 0                       |
| 23                      | Irlandia                | 0                       | 0                       | 0                       |
| 23                      | Walia                   | 0                       | 0                       | 0                       |
| 23                      | Niemcy                  | 0                       | 0                       | 0                       |
| 23                      | Estonia                 | 0                       | 0                       | 0                       |

## Slogany
Od 2005 do 2024 poszczególne finały Konkursu Piosenki Eurowizji Junior organizowano pod konkretnym sloganem. 18 sierpnia 2025 ogłoszono, że permanentny slogan Konkursu Piosenki Eurowizji – United by Music będzie także występować w dziecięcym odpowiedniku począwszy od konkursu w 2025 roku.
| Rok  | Organizator | Miasto    | Slogan                |
| ---- | ----------- | --------- | --------------------- |
| 2005 | Belgia      | Hasselt   | Let’s Get Loud        |
| 2006 | Rumunia     | Bukareszt | Let the Music Play    |
| 2007 | Holandia    | Rotterdam | Make a Big Splash     |
| 2008 | Cypr        | Limassol  | Fun in the Sun        |
| 2009 | Ukraina     | Kijów     | For the Joy of People |
| 2010 | Białoruś    | Mińsk     | Feel the Magic        |
| 2011 | Armenia     | Erywań    | Reach for the Top!    |
| 2012 | Holandia    | Amsterdam | Break the Ice!        |
| 2013 | Ukraina     | Kijów     | Be Creative           |
| 2014 | Malta       | Marsa     | #Together             |
| 2015 | Bułgaria    | Sofia     | #Discover             |
| 2016 | Malta       | Valletta  | Embrace               |
| 2017 | Gruzja      | Tbilisi   | Shine Bright          |
| 2018 | Białoruś    | Mińsk     | #LightUp              |
| 2019 | Polska      | Gliwice   | Share the Joy         |
| 2020 | Polska      | Warszawa  | Move the World        |
| 2021 | Francja     | Paryż     | Imagine               |
| 2022 | Armenia     | Erywań    | Spin the Magic        |
| 2023 | Francja     | Nicea     | Heroes                |
| 2024 | Hiszpania   | Madryt    | Let’s Bloom           |
| 2025 | Gruzja      | Tbilisi   | United by Music       |

## Krytyka i kontrowersje
We wrześniu 2003 flamandzki ksiądz i polityk Luc Versteylen skrytykował konkurs za wykorzystywanie dzieci w działalności komercyjnej, a samo widowisko porównał do pedofilii, tłumacząc swoje zdanie słowami: (...) dzieci muszą spełnić wszystkie potrzeby swoich rodziców i rodziny. Negatywne zdanie o idei konkursu wyrazili także inni lokalni politycy.
Wprowadzony w 2017 system głosowania online doprowadził do dużych kontrowersji. Ze względu na ordynację proporcjonalną, to znaczy brak podziału głosów na poszczególne kraje, i jednoczesną możliwość głosowania na reprezentanta własnego kraju oraz wykorzystywanie kart incognito (pozwalających na wysłanie większej liczby głosów z jednego urządzenia), kraje, w których wyrażano większe zainteresowanie konkursem, miały przewagę w wypromowaniu i przekazania większej liczby punktów swym reprezentantom. Podczas konferencji przed konkursem w 2021 EBU oznajmiło, że w kolejnym roku nastąpią zmiany, ostatecznie do nich nie doszło.